# Каминский, Евгений Юрьевич
Евгений Юрьевич Каминский (род. 29 апреля 1957, Ленинград) — русский прозаик, поэт, переводчик.
Лауреат премии имени Н.В. Гоголя 2007 года за роман "Князь Долгоруков"; Победитель IV Международного поэтического конкурса «45-й калибр» им. Георгия Яропольского, Обладатель Спецприза СРП в рамках Международной Волошинской премии "За сохранение традиций русской поэзии" 2018 года за книгу стихов последних лет "С глазами загнанного зверя". Лауреат Пятого (2021 г.) и Победитель Седьмого (2024 г).  всероссийского конкурса одного стихотворения гражданской лирики имени Н.А. Некрасова (город Ярославль). Победитель Четвертого международного литературного тургеневского фестиваля "Бежин луг" - 2021, в номинации "Поэзия". Лауреат фестиваля современной поэзии в номинации "Современная поэзия России" (Ярославль, 2021 г.) и Победитель третьего всероссийского конкурса современной поэзии "Поэзия. Полдень. 21 век" (Ярославль, 2024 г.)  Лауреат премии журнала "Нева" за лучшую публикацию 2021 года в номинации "Поэзия". Лауреат премии В.Г. Короленко за 2023 год (Победитель XI международного конкурса им. В.Г. Короленко (за рассказ "Гитара и саксофон"). Лауреат премии Ю.С. Рытхэу 2025 года (Первое место в номинации "проза" за книгу "Рыба. Свобода. Любовь...")

## Биография
Окончил геологический факультет ЛГУ им. Жданова (ныне Санкт-Петербургский государственный университет) в 1980, получил специальность геофизика. В тот же год стал работать в НПП «Севморгео». В 1998—2010 гг. заведовал аналитической лабораторией. Кандидат технических наук, участник нескольких заполярных экспедиций (Архипелаг Новая Земля, Новосибирские острова, Чукотка), а также длительных научно-исследовательских рейсов в Мировом океане. Впечатления от экспедиций отразились в повести «Чужая игра» (в сборнике «Легче крыла мухи» // СПб., «Блиц», 2008, опубликована под названием «Мерзлота»), рассказах «Графин Кукольника», «Африка», стихах.
В 1991 году Евгений Каминский вступил в Союз писателей СССР (ныне — член Союза писателей Санкт-Петербурга и Союза российских писателей). С 2003 года по 2021 год заведовал отделом прозы журнала «Звезда». Ныне — ведущий авторской программы «Дар слова» на ВГТРК Радио России СПб.
Стихи Каминский стал писать с двадцати лет; прозу ближе к сорока (вначале романы под псевдонимом, затем, с 1998 года, начинает публиковаться под своим именем в толстых журналах).
Напечатанный в 2008 году в журнале «Нева» (№ 2) рассказ «Неподъёмная тяжесть жизни» вошёл в лонг-лист премии им. Юрия Казакова. Критик С. Беляков так отозвался о произведении: «Рассказу этому цены нет, но критики обошли его вниманием, решили, видимо, что… слишком гуманистичен и слишком печален для нашего бесстыжего времени». В 2008 рассказ был удостоен Специального приза им. Льва Толстого «За следование гуманистическим традициям русской литературы».
В дальнейшем проза Каминского получала высокие оценки критиков и литературоведов. За исторический роман «Князь Долгоруков» (2006) писатель был удостоен премии им. Н. В. Гоголя в 2007 году.
Лейтмотив поэзии Евгения Каминского — страх перед смертью. Самый естественный и объяснимый, но от этого не менее явственный. В своем апогее он доходит до того, что после смерти даже: «…не страшно что будет, поскольку, по сути // страшно так, как едва ли уж будет страшней», — пишет поэт и критик Алексей Ахматов.
Критик Виктор Кречетов в предисловии к сборнику стихов «Из мрамора» замечает: «Сказать, что он поэт настоящий — почти ничего не сказать. Его творчество нуждается в многогранном и всестороннем анализе, а имя должно звучать среди самых значимых и звучных имен».
Интересно мыслит сам Евгений Каминский о поэзии — об этом «инструменте поиска Слова, того  самого  Слова, что  было  прежде  Всего и  было  Всем, того, что  однажды, больно преломив плоть невольника, почти ничего от него не оставив, ведет его за собой, чтобы хотя бы одного вывести к Истине».

### Поэтические сборники
- «Естественный отбор» («Художественная литература», Л., 1989);
- «Толпа» («Советский писатель», Л.,1990)
- «Исход» («Тритон», Л., 1992)
- «Процесс» («Художественная литература», СПб, 1994)
- «Командированный» (Издательство журнала «Звезда», СПБ, 1998)
- «Память смертная» (Издательство журнала «Звезда», СПБ, 2002)
- «Из мрамора» (Издательство Журнала «Звезда», СПБ, 2007)] Архивная копия от 17 мая 2013 на Wayback Machine  шорт-лист литературной премии им. А. А. Ахматовой
- «Пиршество живых» (Издательство журнала «Звезда», СПб, 2012)
- «Избранные стихотворения» (Издательство Союза писателей России, СПб, 2014)
- «С глазами загнанного зверя» (Издательство Союза российских писателей. М., 2017)
- «Гонимый веком на убой» (Издательство Союза российских писателей. М., 2021) шорт-лист литературной премии А. А. Ахматовой
- «Самое то» (Издательство Союза российских писателей. М., 2023)

Прозаические сборники

### Прозаические сборники
- «Порядок вещей» («Издательство журнала "Звезда"», СПб., 2019);
- «Голод» («Союз российских писателей», М., 2021) шорт-лист литературной премии Н. В. Гоголя

### Проза, опубликованная в периодике

#### Романы
- «Чудотворец», журнал «Волга», № 1—3, 2000
- «Бегство от Фараона», альманах «Подвиг»; М., Молодая гвардия, 2002
- «Раба огня», альманах «Подвиг»; М., Молодая гвардия, 2004
- «Князь Долгоруков», альманах «Кентавр»; М., Молодая гвардия, 2006 (удостоен премии им. Н. В. Гоголя)
- «Легче крыла мухи», СПб., «Блиц», 2008
- «Свобода», журнал «Звезда», № 8, 2018 Архивная копия от 16 сентября 2018 на Wayback Machine № 9 Архивная копия от 16 сентября 2018 на Wayback Machine
- «Undergraund», журнал «Звезда», №7, 2020

#### Повести
- «Нюшина тыща», журнал «Нева», № 7, 1998
- «Порядок вещей», журнал «Нева» № 10, 2004 Архивная копия от 9 ноября 2012 на Wayback Machine
- «Чужая игра», журнал «Звезда» № 2, 2006 Архивная копия от 8 апреля 2016 на Wayback Machine
- «Неподъёмная тяжесть жизни», журнал «Нева» № 2, 2008 Архивная копия от 31 октября 2013 на Wayback Machine
- «Простая вещь», журнал «Звезда» № 8, 2010 Архивная копия от 30 сентября 2020 на Wayback Machine
- «Отпалка», журнал "Дружба народов" №3, 2021
- «Рыба» журнал "Дружба народов" №7, 2023
- «Вглубь» журнал "Нева" № 8, 2024
- «Поросенок, петушок и весь этот ужас» "Дружба народов" №9, 2024

#### Рассказы
- «Пух-пером», журнал «Литературная учёба», № 4, 2006
- «Африка», журнал «Звезда», № 9, 2008 Архивная копия от 5 марта 2016 на Wayback Machine
- «Графин Кукольника», журнал «Нева», № 3, 2009 Архивная копия от 9 ноября 2012 на Wayback Machine Радиопостановка по рассказу на радио Россия
- «Гитара и Саксофон», журнал «Звезда», № 2, 2011 Архивная копия от 29 сентября 2020 на Wayback Machine Радиопостановка по рассказу на радио Россия от 25 апреля 2021 года
- «Тихий», журнал «Звезда», № 7, 2016 Архивная копия от 15 августа 2016 на Wayback Machine Радиопостановка по рассказу на радио Россия от 29 июля 2019 г. http://www.rtr.spb.ru/Radio_ru/First_Person/upload/29-7-2019/TuVD15_28_07.mp3 Архивная копия от 7 ноября 2019 на Wayback Machine
- «Смягчающие обстоятельства», журнал «Звезда», № 4, 2017 Архивная копия от 23 октября 2017 на Wayback Machine
- «Любовь», журнал «Урал», № 1, 2019 Радиопостановка по рассказу на Радио Россия
- «Хозяин», журнал «Звезда» № 6, 2019 Радиопостановка по рассказу на Радио Россия от 29 июля 2019
- «Иван Сергеевич со свернутым носом», журнал «Нева» № 2, 2021   https://magazines.gorky.media/wp-content/uploads/2021/02/07-Kaminskij.pdf
- «Воин фараонов» журнал «Новый берег» № 76, 2021
- «Голод» журнал «Крещатик» № 4, 2021
- «Ребро жесткости» журнал «Урал» № 4, 2021
- «Внук Левы Задова», журнал «Нева» № 11, 2022
- «Падение Икара» журнал «Урал» № 5, 2022

#### Переводы
В 2012 году в издательстве «Бичик» (Якутск) вышел перевод с якутского романа Егора Неймохова «Алампа» об основателе и классике якутской литературы Анемподисте Ивановиче Софронове. В октябрьском номере журнала «Звезда» за 2012 год опубликован перевод с якутского на русский поэмы Анемподиста Софронова «Письмо отцу» Архивная копия от 8 апреля 2016 на Wayback Machine, некогда запрещённой в СССР. В короткий срок эта поэма в переводе Каминского была трижды переиздана: в журнале «Полярная звезда» в Якутске, в московской «Общеписательской литературной газете» и в поэтическом альманахе Союза российских писателей «Паровоз».
Евгению Каминскому также принадлежат следующие переводы с якутского: 
- Иван Мигалкин «Ветер сушит слезы». Якутск: Сайдам, 2012. Переиздание - Якутск: Библиотечка мини-книг; Национальное книжное издательство «Бичик», 2015
- Иван Мигалкин «Расписной туесок». Стихи для детей. Якутск: Национальное книжное издательство «Бичик», 2014
- Наталья Михалева-Сайа «Попутные ветры». Якутск: Салама, 2014
- Иван Мигалкин «В волшебной стране». Якутск. Национальное книжное издательство «Бичик», 2017
- Михаил Иванов-Чуона Мэхээлэ «Осенняя радуга» Якутск. Национальное книжное издательство «Бичик», 2018

За переводы Каминский был награждён знаком отличия Республики Саха «Гражданская доблесть» (2011), юбилейным знаком Республики Саха «380 лет Якутия с Россией»(2012), памятным знаком Союза писателей Республики Саха «За верность традициям якутской культуры и литературы» (2012).
Участник IV Международного конгресса переводчиков художественной литературы (Москва, 2016)

### Работы, опубликованные под псевдонимами
Автор нескольких книг прозы, опубликованных под псевдонимами Евгений Покровский и Евгений Крестовский.

Под псевдонимом Евгений Покровский:
- роман «Образ зверя» / «Издательский дом Нева», СПб, 1994
- роман «Тот, кто стоит за спиной» / «Издательский дом Нева», СПб, 1996

Под псевдонимом Евгений Крестовский:
- роман «Холодное солнце» /«Издательский дом Нева», СПб, 1999
- повесть «Дожить до воскресенья» / «Издательский дом Нева», СПб, 1999
- роман «Империя крыс», СПб, 2004.

### Журнальные публикации и антологии
Автор множества публикаций, в том числе в журналах «Звезда», «Урал», «Волга», «Юность», «Дружба народов», «Нева», «Аврора», «Октябрь», «Крещатик», «Дети Ра», «Зинзивер», «День и ночь», «Плавучий мост», "Новый Берег", «Северная Аврора», «Петербург»,«Литературная учёба», «Южное сияние», «Литерарус» Архивная копия от 17 мая 2014 на Wayback Machine (Хельсинки), еженедельнике «Континент» Чикаго, США,  литературных альманахах: «Витражи», Мельбурн,  «Белый ворон» Екатеринбург, «Паровоз», Москва, в «Литературной газете», в альманахах «Поэзия», «День поэзии» (с 2007 года — постоянный участник), «Истоки», «Подвиг», «URBI», «Невский Альманах», «Васильевский остров», «Царское Село», «Век XXI» (Германия) и др., а также в различных коллективных сборниках.
Участник многих поэтических антологий, в частности: «Строфы XX века» (Составитель Евгений Евтушенко) (М., 1999), «Поздние петербуржцы» (СПб., 1994), «Лучшие стихи 2010 года», «Лучшие стихи 2012 года», «Антология Григорьевской премии (СПб., 2010, 2011)», «Россыпи» (стихи и песни петербургских поэтов-геологов 1700—2000 гг.; СПб., 2000), «Екатерининская миля: Поэтическая антология Крыма» (Сост. Е. Лукин, СПб.: Скифия, 2016), «Антология современной поэзии о Крыме (1975-2015)» (СПб.: Алетейя, 2015), Поэтическая антология «Афонская свеча. К 1000-летию русского присутствия на горе Афон» (СПб.: Скифия, 2016), «Тырговиште - Кишинев - Санкт-Петербург». Антология поэзии (Тырговиште: Bibliotheca, 2013), Антология «Поэзия третьего тысячелетия» (Берлин, 2010), Поэтическая антология «Дом писателя» (СПб., 2016), Литературно-художественный альбом «О Суоми с любовью» (СПб, 2017). Всемирная поэтическая антология «Колокол памяти» (СПб.: Скифия, 2018)
Статья о Евгении Каминском вошла в издание «Писатели Петербурга. XX век. Биобиблиографический словарь» (совместный проект ИРЛИ и СПбГУ) (СПб., 2010).